# Boucheron
Boucheron (výslovnost: [bu.ʃə.ʁɔ̃]) je francouzská zlatnická, klenotnická a hodinářská firma, v současnosti ji vlastní firma Kering.

## Historie

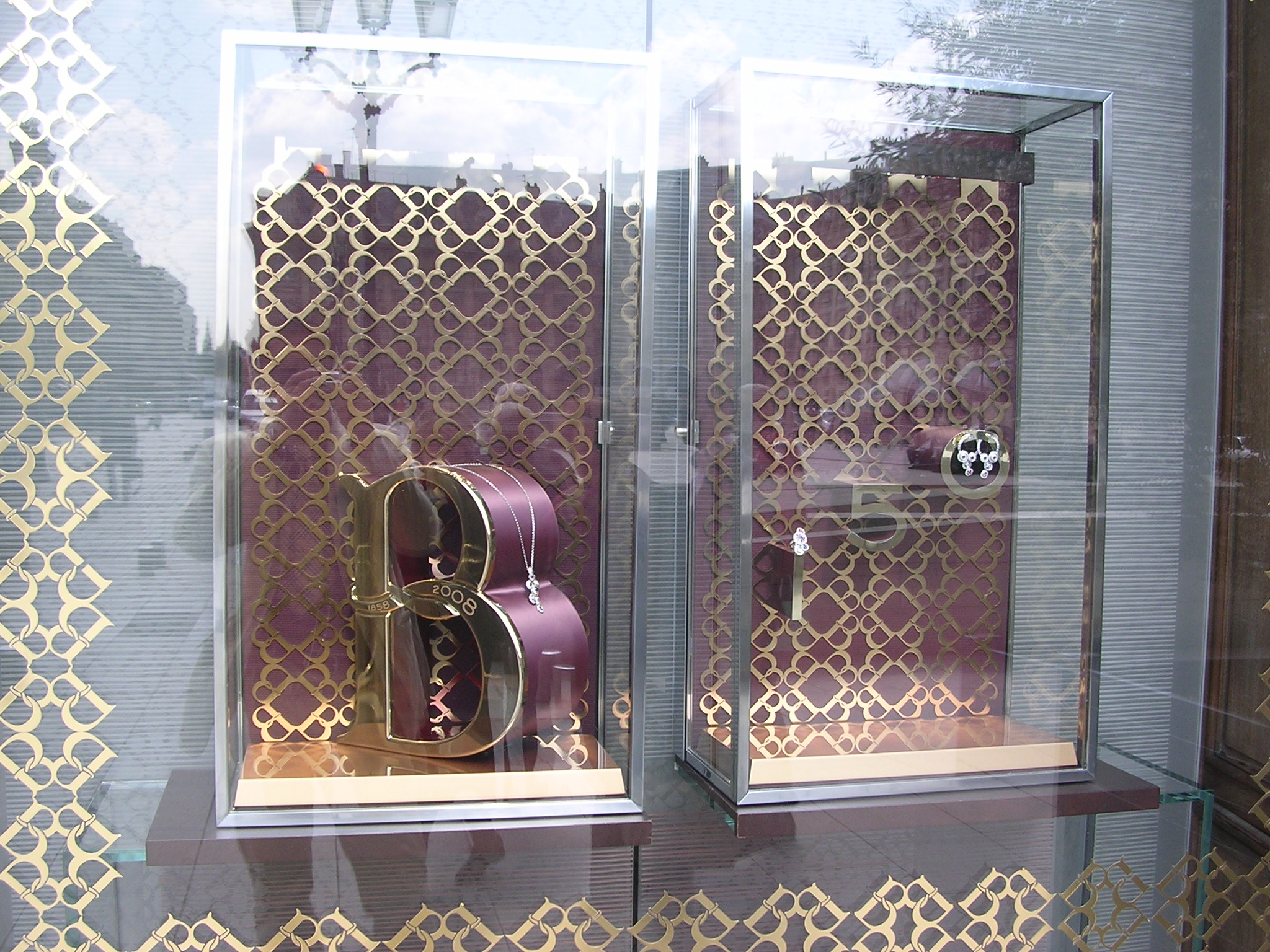
Výloha butiku Boucheron

### Počátky firmy
Boucheronové jsou francouzská rodina podnikatelů. První zlatnickou a klenotnickou firmu si dal registrovat Fréderic Boucheron v roce 1858, kdy otevřel obchod v Paříži v Galerii Valois v Palais-Royal (v Královském paláci za Louvrem), v období největšího rozkvětu klenotnictví Druhého francouzského císařství. Svou dílnu založil již v roce 1866, když se spojil se synovcem Georgesem Radiusem, který s ním pracoval až do roku 1919. Na Světové výstavě v Paříži roku 1867 získali Zlatou medaili za kolekci šperků .

### Královské období

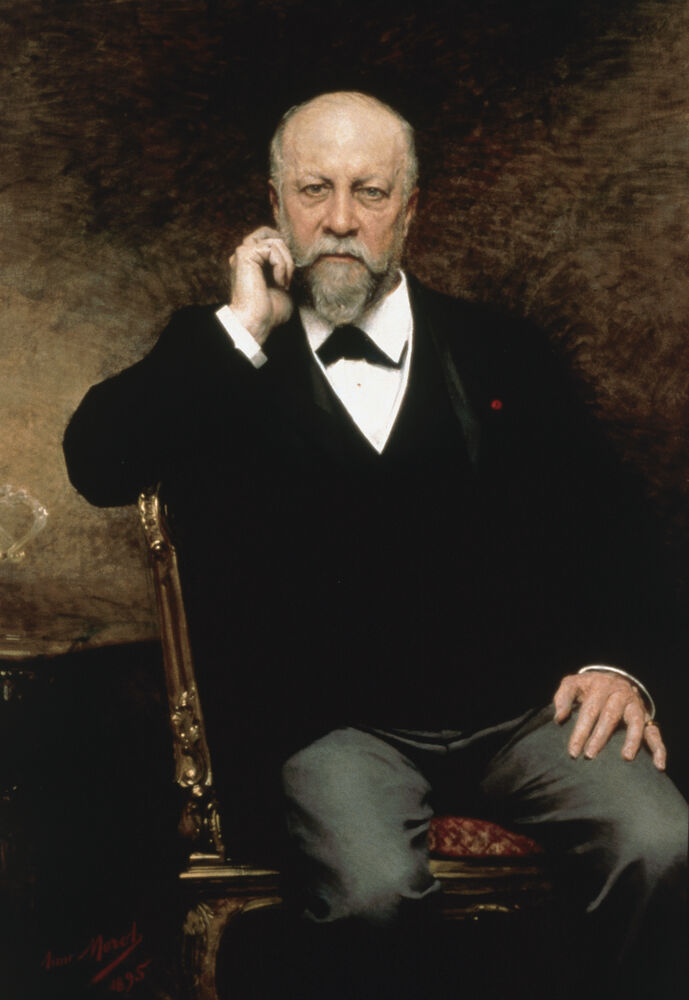
Frédéric Boucheron

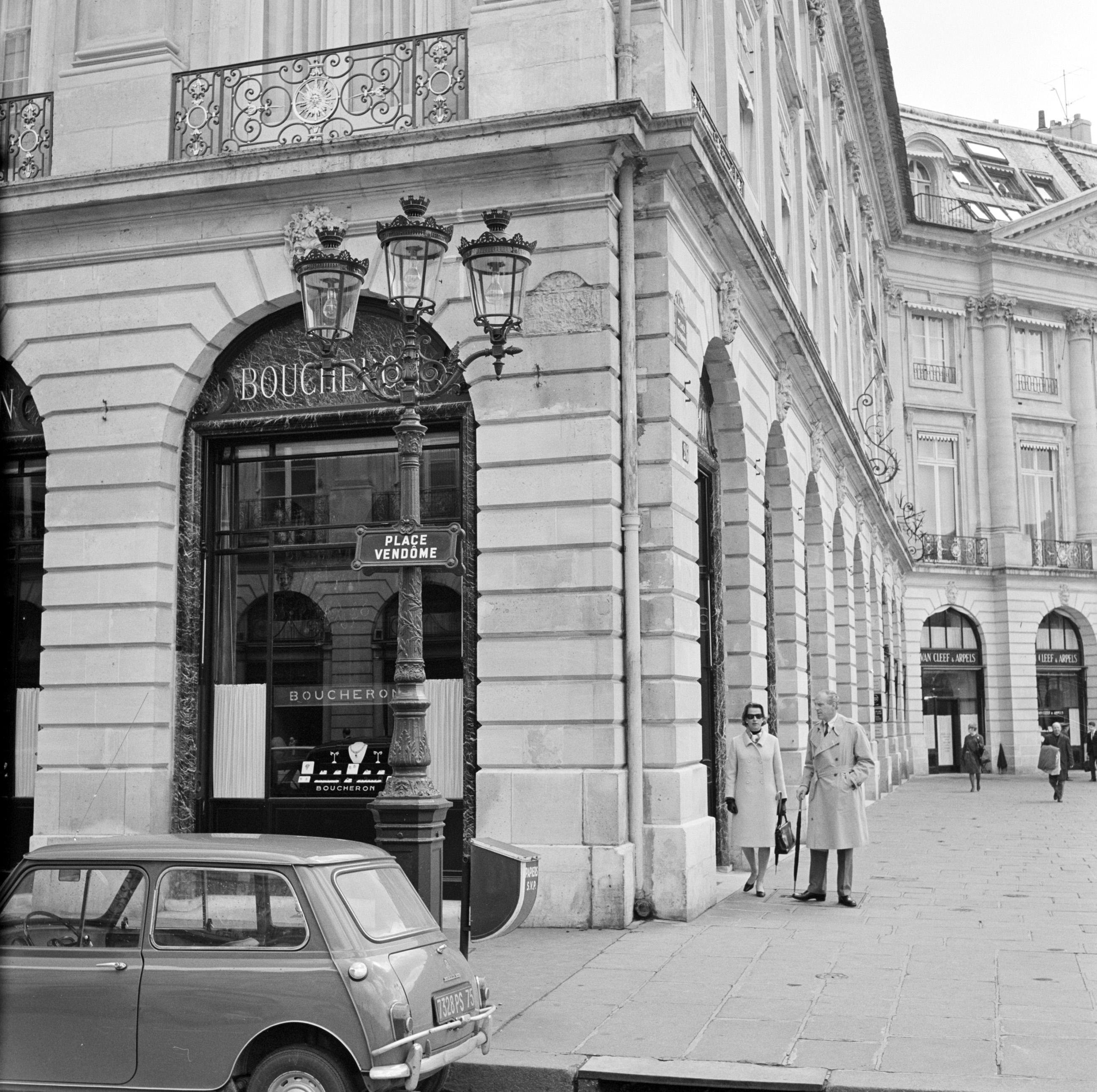
Obchod na Place Vendôme v roce 1965

V roce 1878 Rus Felix Sumarokov-Elstone, pozdější kníže Felix Jusupov, koupil během jedné ze svých návštěv Paříže živůtek zdobený 6 odnímatelnými diamantovými přívěsky. V roce 1893 se Frédéric Boucheron jako první klenotník přestěhoval do rezidence komtesy de Castiglione na Vendomské náměstí (Place Vendôme No 26). Podle firemní legendy si tuto adresu, na níž společnost Boucheron sídlí dodnes, vybral proto, že to byl nejslunečnější kout náměstí, protože ve výkladní skříni vystavil náhrdelník s diamanty a safíry o celkové váze 137 karátů, a potřeboval, aby se drahokamy třpytily co nejjasněji. Téhož roku 1893 Boucheron otevřel obchod v Moskvě, v roce 1911 ho přestěhoval do Petrohradu. V roce 1903 byl otevřen obchod v Londýně a kancelář v New Yorku. Další obchody byly následně otevřeny v Japonsku v roce 1973, v Šanghaji, Dubaji (2005), a konečně v roce 2006 v Hongkongu a v Kuala Lumpuru.

### 20. století
V lednu 1913 vytvořil Boucheron pro barona a baronku E. de R. svatební dary od syna Jamese, soupravu náhrdelníku, diadému a brože s 12 bílými perlami a 80 diamanty, které poskytl baron, Boucheron přidal další kameny.
V roce 1921 Boucheron zhotovil tiáru (diadém) pro lady Grevilleovou, kterou později obdržela Alžběta, královna matka. Její vnuk, princ Charles, tuto tiáru předal své manželce Camille, vévodkyni z Cornwallu. Také královna Alžběta II vlastní kolekci klenotů firmy Boucheron.
V roce 1928 požádal mahárádža z Patialy firmu Boucheron, aby zasadila kameny z jeho pokladu do šperků; do obchodu na Place Vendôme drahokamy dovezl sám princ.
Kromě cara Alexandra III. ke královským zákazníkům firmy Boucheron patřili indický mahárádža sir Bhupinder Singh z Patialy, perský šáh Rezá Pahlaví, egyptská královna Farida či jordánská královna Rania. Jejich šperky nosila také herečka Sarah Bernhardtová nebo zpěvačka Edith Piaf.

### 21. století
Boucheronovu firmu po smrti zakladatele Frédérica od roku 1902 vedli jeho synové a po nich vnuci. V roce 1994 rodinná firma zanikla prodejem obchodní značky a výrobních dílen společnosti Schweizerhall. Globální zastoupení firmy zůstalo zachováno. Následně roku 2000 klenotnický dům Boucheron koupila bývalá skupina Gucci Group, kterou zase v roce 2004 koupila PPR. V dubnu 2011 byl do funkce CEO jmenován Pierre Bouissou, kterého v červenci 2015 nahradila Helene Poulit-Duquesne.

## Sortiment
Firma se již od 2. poloviny 20. století prezentovala především kolekcemi luxusních šperků s drahokamy. Jedna z prvních kolekcí se symbolickým hadem se objevila v 70. letech 20. století.
V letech 2001–2003 jako kreativní ředitelka působila Solange Azagury-Partridg. V roce 2002 byly na trh uvedeny kolekce „Beauté Dangereuse“ a „Cinna Pampilles“, v dalším roce pak kolekce „Not Bourgeois“. V roce 2004 následovala řada luxusních šperků „Jaipur“ a kolekce „Déchaînée“. Rok 2005 pro klenotnický dům Boucheron představoval tvůrčí řadu šperků „Trouble“, „Quatre“, „Diablotine“, „Vingt-Six“ a „Trouble Désir“. V roce 2006 byla na trh uvedena řada „Exquises Confidences“ a o rok později řada luxusních šperků „Fleurs Fatales“. V roce 2010 společnost Boucheron představila řadu barevných šperků, kterými doplnila svou kolekci „Cinna Pampilles“. V roce 2011 přichází řada „Cabinet of Curiosities“.

### Spolupráce
V roce 1996 společnost Boucheron spolupracovala se společností Waterman Paris na výrobě limitované edice luxusních psacích per Edson signe Boucheron. Hrot pera byl vyroben z 18karátového zlata, tělo pera z modré průsvitné pryskyřice Resin. Za maloobchodní cenu 2 000 EUR bylo vyrobeno pouze 3 471 kusů, číslo je totiž symbolické, je to součet roků založení společností Waterman – 1883 a Boucheron – 1858. V roce 2006 spolupracoval dům Boucheron s Alexandrem McQueenem na limitované edici tašek Novak, na níž se objevuje motiv hada z řady šperků „Trouble“ společnosti Boucheron.
Počátek spolupráce mezi společností Boucheron a švýcarským výrobcem hodinek Girard-Perregaux se datuje, do roku 2007. Mezi výrobky patří LadyHawk Tourbillon a limitovaná výroční série hodinek Boucheron. V roce 2010 Boucheron a MB&F uvedli na trh hodinky HM3 JwlryMachine.

## Výrobky

### Šperky, hodinky a parfémy
Boucheron vyrábí hodinky a šperky a svou značku poskytl v rámci licence i pro parfémy. Výroba hodinek a šperků má již více než 150letou tradici. První vůně, „Boucheron“, přišla na trh v roce 1988. V prodeji je více než 22 vůní pro muže i ženy. Od roku 2011 jsou vůně Boucheron vytvářeny, vyráběny a distribuovány prostřednictvím licence udělené společnosti Interparfums.

### Mobilní telefony Vertu
V rámci joint venture se značkou mobilních telefonů Vertu vytvořil dům Boucheron první řadu limitované edice luxusních telefonů na světě, vyrobených ze zlata a drahých kamenů. Tato spolupráce pokračovala oslavou 150. výročí pomocí nové řady 7 mobilních telefonů Vertu inspirovaných výroční řadou luxusních šperků „Enchanting Boucheron“ společnosti Boucheron. Modelu Cobra bylo vyrobeno jen 8 kusů, jsou z růžového zlata a po celém obvodu jsou lemovány rubíny a diamanty hruškovitého tvaru a smaragdovými „očima“. Kolem pouzdra z růžového zlata se u modelu Python vine had vytvořený z mnohobarevných safírů, diamantů a dvou safírů; bude ho vyrobeno 26 kusů, jako odkaz na slavnou adresu klenotníka: Place Vendôme č. 26.

## Mezinárodní oceňování diamantů „Boucheron International Rating of Diamonds“
Společnost Boucheron vytvořila svůj systém klasifikace hodnoty diamantů, víceméně podle mezinárodních parametrů. Boucheronova metoda hodnocení je registrována pod zkratkou B.I.R.D. (Boucheron International Rating of Diamonds). Tento systém klasifikace kombinuje dvě kritéria: čistotu a barvu kamene. Bod, v němž se tyto dvě proměnné protnou, udává značku hodnocení mezi 90/100 a 99/100 pro kvalitu diamantu. Značka 100/100 by ukazovala, že kámen má podle Boucheronových kritérií maximální stupeň dokonalosti.

## Maloobchod ve světě
Distribuční síť společnosti Boucheron tvoří v současnosti 34 obchodů po celém světě (Paříž, Cannes, Saint-Tropez, Monako, Bejrút, Londýn, San Francisco, Tokio, Saitama, Jokohama, Fukuoka, Kjóto, Ósaka, Hirošima, Okayama, Nagoja, Tchaj-pej, Soul, Šanghaj, Hongkong, Kuala Lumpur, Dubaj, Baku, Moskva a Almaty, Kuvajt, Praha) a více než 100 certifikovaných maloobchodů.